# Boogie Belgique
Boogie Belgique je belgická experimentálně hiphopová a electro swingová skupina (sebe popisuje jako swing hopovou skupinu) založená Oswaldem Cromheeckem v roce 2012.

## Členové
- Oswald Cromheecke
- Cedric Van Overstraeten: trumpeta
- Aiko Devriendt: klávesy
- Martijn Van Den Broek: bicí
- Emily Van Overstraeten: vokály
- Ambroos De Schepper: saxofon

## Diskografie

### Alba
- 2012: Blueberry Hill
- 2012: Time for a Boogie
- 2013: Nightwalker vol. 1
- 2014: Nightwalker vol. 2
- 2016: Volta
- 2019: Prelude to Machine (EP)
- 2020: Lure of Little Voices

(Alba Blueberry Hill, Nightwalker vol. 1 a 2 byla vydána pod Creative Commons jako volně stažitelná.)

### Singly
- 2020: Rhythm